# Schamfilen
Schamfilen oder Schamfilung bezeichnet (seemännisch) ein unerwünschtes Scheuern von Tauwerk, Segeln oder anderen Ausrüstungsgegenständen, das zu vorzeitiger Abnutzung führt.

## Problem und Abhilfe

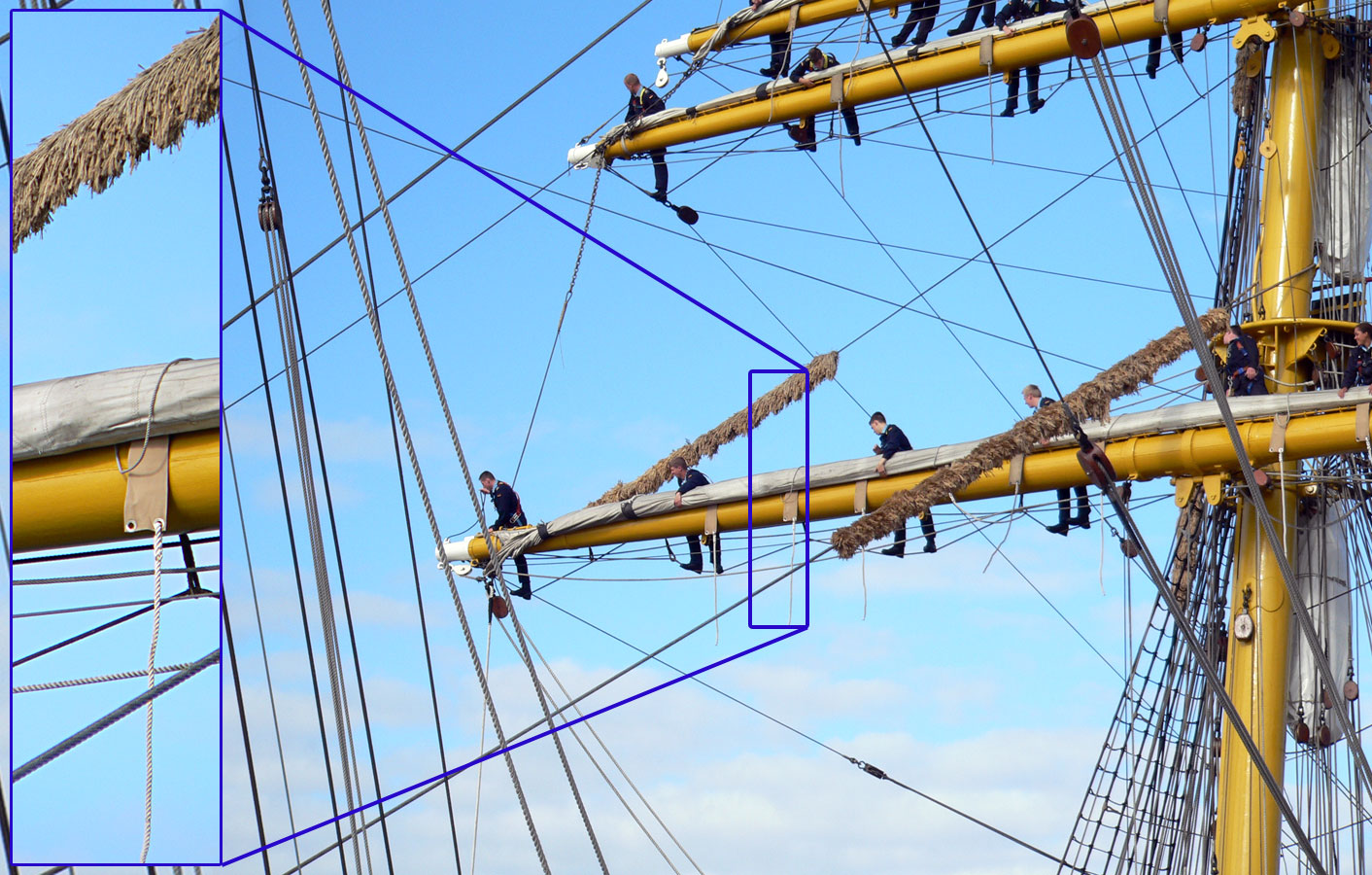
Blick in die Takelage der Gorch Fock, in der Ausschnittsvergrößerung ist oben ein Tausendbein zum Schutz des Segels vor Schamfilen zu sehen

Eine Festmacherleine schamfilt z. B. durch die ständige Bewegung des Schiffs, wenn sie über die scharfkantige Einfassung eines Hafenbeckens geführt werden muss. Um sie zu schützen, kann sie durch eine Kunststoffhülse geführt werden, die auf der scheuernden Kante aufliegt. Hier kann auch eine Schamfilungsmatte aus Kokos eingesetzt werden.
Das Schamfilen von Segeln am Stehendes Gut wird durch Tausendbeine gemindert; dies sind dicht geflochtene Fransenmäntel aus Wollfäden oder dergleichen, die die Taue im Bereich der Berührungspunkte bekleiden.

## Wortgeschichte
Mittelniederdeutsch schamferen „schimpfieren, Unrecht antun, verletzen“ und gleichbedeutendes mittelhochdeutsch schumphieren ist nicht mit Schimpf verwandt, sondern geht wie engl. to chafe zurück auf altfranzösisch chaufer „erwärmen“ (mod. Französ. „chauffer“). Dies wiederum stammt von mittellat. calefare „heiß machen, warm machen“, lat. calefacere.